# Raivis Dzintars
Raivis Dzintars (Riga 25 de novembre de 1982) és un polític i periodista letó. És copresident del partit Aliança Nacional, juntament amb Gaidis Bērziņš.
Va ser escollit membre del Saeima a les  eleccions parlamentàries del 2010. Va ser el candidat per Aliança Nacional per al càrrec de primer ministre de Letònia a les eleccions de 2011, en les que el partit va augmentar el seu nombre d'escons de 8 a 14. A les eleccions de 2014, va ser reelegit al Parlament per la llista dels nacionalistes, tanmateix, va suspendre el seu mandat parlamentari al desembre 2014.